# Rothorn (Naters)
Rothorn är en bergstopp i Schweiz.   Den ligger i distriktet Brig och kantonen Valais, i den centrala delen av landet, 70 km sydost om huvudstaden Bern. Toppen på Rothorn är 3 272 meter över havet.
Terrängen runt Rothorn är huvudsakligen mycket bergig. Närmaste större samhälle är Naters, 12,7 km söder om Rothorn. 
Trakten runt Rothorn består i huvudsak av gräsmarker. Runt Rothorn är det ganska glesbefolkat, med 29 invånare per kvadratkilometer.